# You Are the Quarry
《You Are the Quarry》는 영국의 싱어송라이터 모리세이의 일곱 번째 솔로 스튜디오 음반이다. 2004년 5월 17일, 음반사 어택에서 발매되었으며, 1997년 《Maladjusted》 이후 7년 만에 처음으로 발매한 음반이다. 이 음반은 영국 싱글 차트에서 네 곡의 싱글이 모두 톱 10에 올랐고 음반 자체도 2위에 오르는 등 모리세이에게 큰 반향을 일으켰다. 이 음반은 빌보드 200에서도 11위를 차지하며 미국에서 모리세이가 가장 많이 차트에 오른 음반이 되었다.

## 반응
| 전문가 평가          | 전문가 평가 |
| 총 점수              | 총 점수     |
| 출처                 | 점수        |
| -------------------- | ----------- |
| 메타크리틱           | 72/100      |
| 평가 점수            |             |
| 출처                 | 점수        |
| AllMusic             | [ 2 ]       |
| Entertainment Weekly | A           |
| The Guardian         | [ 4 ]       |
| Los Angeles Times    | [ 5 ]       |
| Mojo                 | [ 6 ]       |
| NME                  | 8/10        |
| Pitchfork            | 8.9/10      |
| Q                    | [ 9 ]       |
| Rolling Stone        | [ 10 ]      |
| Uncut                | [ 11 ]      |

비평가 리뷰 애그리게이터 메타크리틱에 따르면, 이 음반은 31개의 비평 리뷰를 기준으로 평균 72/100의 리뷰 점수를 받았으며, 이는 "대체로 호의적인 리뷰"임을 나타낸다.

## 발매
음반을 홍보하기 위해 발매된 첫 번째 싱글은 2004년 5월 10일에 발매된 〈Irish Blood, English Heart〉이다. 《You Are the Quarry 》는 2004년 5월 17일 음반사 어택에서 발매되었다. 이 음반은 영국에서 2위를 차지했다.
일부 버전의 포장은 커버에 전체 프레임이 표시되지 않고 기관총을 잘라내는 모리세이의 얼굴 일부만 표시된다.
낸시 시나트라는 모리세이가 싱글을 발표하기 전에 영국 싱글 차트에서 좋은 성적을 거둔 싱글로 발매한 〈Let Me Kiss You〉 버전을 녹음했다.

## 곡 목록
| #   | 제목                                          | 작사·작곡                   | 재생 시간 |
| --- | --------------------------------------------- | --------------------------- | --------- |
| 1.  | 〈America Is Not the World〉                  | 모리세이, 얼레인 와이트     | 4:03      |
| 2.  | 〈Irish Blood, English Heart〉                | 모리세이, 와이트            | 2:37      |
| 3.  | 〈I Have Forgiven Jesus〉                     | 모리세이, 와이트            | 3:41      |
| 4.  | 〈Come Back to Camden〉                       | 모리세이, 보즈 부어         | 4:14      |
| 5.  | 〈I'm Not Sorry〉                             | 모리세이, 부어              | 4:41      |
| 6.  | 〈The World Is Full of Crashing Bores〉       | 모리세이, 부어              | 3:51      |
| 7.  | 〈How Can Anybody Possibly Know How I Feel?〉 | 모리세이, 와이트            | 3:25      |
| 8.  | 〈First of the Gang to Die〉                  | 모리세이, 와이트            | 3:38      |
| 9.  | 〈Let Me Kiss You〉                           | 모리세이, 와이트            | 3:30      |
| 10. | 〈All the Lazy Dykes〉                        | 모리세이, 와이트            | 3:31      |
| 11. | 〈I Like You〉                                | 모리세이, 부어              | 4:11      |
| 12. | 〈You Know I Couldn't Last〉                  | 모리세이, 와이트, 게리 데이 | 5:51      |

## 인증
| 국가                       | 인증     | 판매량/출하량 |
| -------------------------- | -------- | ------------- |
| 영국 (BPI)                 | 플래티넘 | 300,000^      |
| 요약                       |          |               |
| 전 세계                    | 빈칸     | 1,000,000     |
| ^출하량을 기반으로 한 인증 |          |               |